# Manchester United F.C. mùa bóng 1933–34
Mùa giải 1933-34 là mùa giải thứ 38 của Manchester United F.C. ở The Football League.
Ngày 5 Tháng 5 năm 1934 là một trong những ngày quan trọng nhất trong lịch sử của Manchester United. Bước vào trận đấu cuối cùng này United chỉ đứng thứ 21 trên bảng xếp hạng, khoảng cách với nhóm an toàn là 2 điểm. May mắn thay cho Câu lạc bộ khi vận mệnh của đội bóng nằm trong tay họ khi gặp ngay đối thủ cạnh tranh trụ hạng Millwall nhưng phải làm khách, United xuất sắc đánh bại Millwall với tỷ số 2-0 với hai bàn thắng quan trọng của Tom Manley và Jack Cape. Kết quả này có nghĩa là Millwall bị xuống hạng thay vì Manchester United.

## Giải bóng đá hạng hai Anh
| Thời gian                 | Đối thủ              | H/A | Tỷ số Bt-Bb | Cầu thủ ghi bàn          | Số lượng khán giả |
| ------------------------- | -------------------- | --- | ----------- | ------------------------ | ----------------- |
| ngày 26 tháng 8 năm 1933  | Plymouth Argyle      | A   | 0 – 4       |                          | 25,700            |
| 30 tháng 8 năm 1933       | Nottingham Forest    | H   | 0 – 1       |                          | 16,934            |
| 2 tháng 9 năm 1933        | Lincoln City         | H   | 1 – 1       | Green                    | 16,987            |
| 7 tháng 9 năm 1933        | Nottingham Forest    | A   | 1 – 1       | Stewart                  | 10,650            |
| 9 tháng 9 năm 1933        | Bolton Wanderers     | H   | 1 – 5       | Stewart                  | 21,779            |
| 16 tháng 9 năm 1933       | Brentford            | A   | 4 – 3       | Brown (2), Frame, Hine   | 17,180            |
| 23 tháng 9 năm 1933       | Burnley              | H   | 5 – 2       | Dewar (4), Brown         | 18,411            |
| 30 tháng 9 năm 1933       | Oldham Athletic      | A   | 0 – 2       |                          | 22,736            |
| 7 tháng 10 năm 1933       | Preston North End    | H   | 1 – 0       | Hine                     | 22,303            |
| 14 tháng 10 năm 1933      | Bradford Park Avenue | A   | 1 – 6       | Hine                     | 11,033            |
| ngày 21 tháng 10 năm 1933 | Bury                 | A   | 1 – 2       | Byrne                    | 15,008            |
| 28 tháng 10 năm 1933      | Hull City            | H   | 4 – 1       | Heywood (2), Green, Hine | 16,269            |
| 4 tháng 11 năm 1933       | Fulham               | A   | 2 – 0       | Stewart, own goal        | 17,049            |
| 11 tháng 11 năm 1933      | Southampton          | H   | 1 – 0       | Manley                   | 18,149            |
| 18 tháng 11 năm 1933      | Blackpool            | A   | 1 – 3       | Brown                    | 14,384            |
| 25 tháng 11 năm 1933      | Bradford City        | H   | 2 – 1       | Dewar, own goal          | 20,902            |
| 2 tháng 12 năm 1933       | Port Vale            | A   | 3 – 2       | Black, Brown, Dewar      | 10,316            |
| 9 tháng 12 năm 1933       | Notts County         | H   | 1 – 2       | Dewar                    | 15,564            |
| 16 tháng 12 năm 1933      | Swansea Town         | A   | 1 – 2       | Hine                     | 6,591             |
| 23 tháng 12 năm 1933      | Millwall             | H   | 1 – 1       | Dewar                    | 12,043            |
| 25 tháng 12 năm 1933      | Grimsby Town         | H   | 1 – 3       | Vose                     | 29,443            |
| 26 tháng 12 năm 1933      | Grimsby Town         | A   | 3 – 7       | Byrne (2), Frame         | 15,801            |
| 30 tháng 12 năm 1933      | Plymouth Argyle      | H   | 0 – 3       |                          | 12,206            |
| 6 tháng 1 năm 1934        | Lincoln City         | A   | 1 – 5       | Brown                    | 6,075             |
| 20 tháng 1 năm 1934       | Bolton Wanderers     | A   | 1 – 3       | Ball                     | 11,887            |
| 27 tháng 1 năm 1934       | Brentford            | H   | 1 – 3       | Ball                     | 16,891            |
| 3 tháng 2 năm 1934        | Burnley              | A   | 4 – 1       | Cape (2), Green, Stewart | 9,906             |
| 10 tháng 2 năm 1934       | Oldham Athletic      | H   | 2 – 3       | Cape, Green              | 24,480            |
| 21 tháng 2 năm 1934       | Preston North End    | A   | 2 – 3       | Gallimore (2)            | 9,173             |
| 24 tháng 2 năm 1934       | Bradford Park Avenue | H   | 0 – 4       |                          | 13,389            |
| 3 tháng 3 năm 1934        | Bury                 | H   | 2 – 1       | Ball, Gallimore          | 11,176            |
| 10 tháng 3 năm 1934       | Hull City            | A   | 1 – 4       | Ball                     | 5,771             |
| 17 tháng 3 năm 1934       | Fulham               | H   | 1 – 0       | Ball                     | 17,565            |
| 24 tháng 3 năm 1934       | Southampton          | A   | 0 – 1       |                          | 4,840             |
| 30 tháng 3 năm 1934       | West Ham United      | H   | 0 – 1       |                          | 29,114            |
| 31 tháng 3 năm 1934       | Blackpool            | H   | 2 – 0       | Cape, Hine               | 20,038            |
| 2 tháng 4 năm 1934        | West Ham United      | A   | 1 – 2       | Cape                     | 20,085            |
| 7 tháng 4 năm 1934        | Bradford City        | A   | 1 – 1       | Cape                     | 9,258             |
| 14 tháng 4 năm 1934       | Port Vale            | H   | 2 – 0       | Brown, McMillen          | 14,777            |
| 21 tháng 4 năm 1934       | Notts County         | A   | 0 – 0       |                          | 9,645             |
| 28 tháng 4 năm 1934       | Swansea Town         | H   | 1 – 1       | Topping                  | 16,678            |
| 5 tháng 5 năm 1934        | Millwall             | A   | 2 – 0       | Cape, Manley             | 24,003            |

| #  | Câu lạc bộ        | Tr | T  | H  | B  | Bt | Bb | Hs  | Điểm |
| -- | ----------------- | -- | -- | -- | -- | -- | -- | --- | ---- |
| 19 | Swansea Town      | 42 | 10 | 15 | 17 | 51 | 60 | –9  | 35   |
| 20 | Manchester United | 42 | 14 | 6  | 22 | 59 | 85 | –26 | 34   |
| 21 | Millwall          | 42 | 11 | 11 | 25 | 39 | 68 | –29 | 33   |

## FA Cup
| Thời gian           | Vòng đấu       | Đối thủ    | H/A | Tỷ số Bt-Bb | Cầu thủ ghi bàn | Số lượng khán giả |
| ------------------- | -------------- | ---------- | --- | ----------- | --------------- | ----------------- |
| 13 tháng 1 năm 1934 | Vòng 3         | Portsmouth | H   | 1 – 1       | McLenahan       | 23,282            |
| 17 tháng 1 năm 1934 | Vòng 3 Lặp lại | Portsmouth | A   | 1 – 4       | Ball            | 18,748            |

## Thống kê cầu thủ
| Vị trí | Tên cầu thủ         | League  | League       | FA Cup  | FA Cup       | Tổng cộng | Tổng cộng    |
| Vị trí | Tên cầu thủ         | Số trận | Số bàn thắng | Số trận | Số bàn thắng | Số trận   | Số bàn thắng |
| ------ | ------------------- | ------- | ------------ | ------- | ------------ | --------- | ------------ |
| GK     | Billy Behan         | 1       | 0            | 0       | 0            | 1         | 0            |
| GK     | Jack Hacking        | 10      | 0            | 0       | 0            | 10        | 0            |
| GK     | Jack Hall           | 23      | 0            | 2       | 0            | 25        | 0            |
| GK     | Charlie Hillam      | 8       | 0            | 0       | 0            | 8         | 0            |
| FB     | Tommy Frame         | 18      | 2            | 0       | 0            | 18        | 2            |
| FB     | Jack Griffiths      | 10      | 0            | 0       | 0            | 10        | 0            |
| FB     | Tom Jones           | 39      | 0            | 2       | 0            | 41        | 0            |
| FB     | Tom Manns           | 2       | 0            | 0       | 0            | 2         | 0            |
| FB     | Walter McMillen     | 23      | 1            | 2       | 0            | 25        | 1            |
| FB     | Jack Mellor         | 5       | 0            | 0       | 0            | 5         | 0            |
| FB     | George Nevin        | 4       | 0            | 1       | 0            | 5         | 0            |
| FB     | Jack Silcock        | 16      | 0            | 1       | 0            | 17        | 0            |
| FB     | Henry Topping       | 6       | 1            | 0       | 0            | 6         | 1            |
| HB     | Tom Manley          | 30      | 2            | 2       | 0            | 32        | 2            |
| HB     | Bill McKay          | 10      | 0            | 0       | 0            | 10        | 0            |
| HB     | Hugh McLenahan      | 22      | 0            | 2       | 1            | 24        | 1            |
| HB     | Percy Newton        | 2       | 0            | 0       | 0            | 2         | 0            |
| HB     | William Robertson   | 10      | 0            | 0       | 0            | 10        | 0            |
| HB     | Ernest Vincent      | 8       | 0            | 0       | 0            | 8         | 0            |
| HB     | George Vose         | 17      | 1            | 2       | 0            | 19        | 1            |
| FW     | Alf Ainsworth       | 2       | 0            | 0       | 0            | 2         | 0            |
| FW     | Jack Ball           | 18      | 5            | 2       | 1            | 20        | 6            |
| FW     | Dick Black          | 4       | 1            | 0       | 0            | 4         | 1            |
| FW     | Jim Brown           | 15      | 7            | 1       | 0            | 16        | 7            |
| FW     | David Byrne         | 4       | 3            | 0       | 0            | 4         | 3            |
| FW     | Jack Cape           | 17      | 7            | 0       | 0            | 17        | 7            |
| FW     | Stewart Chalmers    | 12      | 0            | 0       | 0            | 12        | 0            |
| FW     | Neil Dewar          | 21      | 8            | 0       | 0            | 21        | 8            |
| FW     | Stanley Gallimore   | 7       | 3            | 0       | 0            | 7         | 3            |
| FW     | Eddie Green         | 9       | 4            | 0       | 0            | 9         | 4            |
| FW     | Herbert Heywood     | 3       | 2            | 0       | 0            | 3         | 2            |
| FW     | Ernie Hine          | 33      | 6            | 2       | 0            | 35        | 6            |
| FW     | Samuel Hopkinson    | 9       | 0            | 0       | 0            | 9         | 0            |
| FW     | Willie McDonald     | 4       | 0            | 0       | 0            | 4         | 0            |
| FW     | Charlie McGillivray | 8       | 0            | 1       | 0            | 9         | 0            |
| FW     | Bill Ridding        | 5       | 0            | 0       | 0            | 5         | 0            |
| FW     | William Stewart     | 25      | 4            | 2       | 0            | 27        | 4            |
| FW     | Arthur Warburton    | 2       | 0            | 0       | 0            | 2         | 0            |
| —      | Số bàn thắng riêng  | —       | 2            | —       | 0            | —         | 2            |